# Robert Bandurski
Robert Stanley Bandurski (ur. 11 maja 1924 w hrabstwie Cook w stanie Illinois, zm. 16 lutego 2020 w Toruniu) – amerykański biochemik,

## Życiorys
Prowadził badania dotyczące hormonalnej regulacji wzrostu i rozwoju roślin, pracował również nad fitohormonami (gł. połączenia auksyn z metabolitami komórkowymi), określił ich budowę chemiczną oraz znaczenie w regulacji metabolizmu roślin. Profesor Uniwersytetu Stanu Michigan, od 1980 roku członek Polskiej Akademii Nauk. Doktor honoris causa Uniwersytetu Mikołaja Kopernika w Toruniu.